# 安德鲁·库珀
安德鲁·库珀（英語：Andrew Cooper，1964年12月23日—），澳大利亚男子赛艇运动员。他曾代表澳大利亚参加1988年和1992年夏季奥林匹克运动会赛艇比赛，其中1992年奥运会获得一枚金牌。